# IC 3196
IC 3196 је спирална галаксија у сазвјежђу Дјевица која се налази на листи објеката дубоког неба у Индекс каталогу.
Деклинација објекта је + 11° 45' 28" а ректасцензија 12h 21m 26,7s. Привидна величина (магнитуда) објекта IC 3196 износи 15,9 а фотографска магнитуда 16,7.